# Enchisthenes hartii
Enchisthenes hartii är en fladdermusart som beskrevs av Thomas 1892. Enchisthenes hartii är ensam i släktet Enchisthenes som ingår i familjen bladnäsor. Inga underarter finns listade i Catalogue of Life. Arten listades tidigare i släktet Artibeus.
Arten når en kroppslängd (huvud och bål) av cirka 60 mm och en vikt av cirka 17 g, en svans saknas. De olika populationerna är lika stora och det finns ingen könsdimorfism. Allmänt liknar Enchisthenes hartii de mindre arterna i släktet Artibeus. Artens inre övre framtänder har däremot två rötter och de tredje övre molarerna är förstorade. Pälsen har på ryggen en mörkbrun färg med en vit strimma i mitten och på buken är pälsen ljusare. Påfallande är de 16 mm långa öronen vid den 20 till 22 mm långa skallen.
Denna fladdermus förekommer i norra Sydamerika, främst vid Anderna, och i Centralamerika. Utbredningsområdet sträcker sig från centrala Mexiko till centrala Bolivia. I bergstrakter når arten 2400 meter över havet. Enchisthenes hartii lever även på ön Trinidad. Habitatet utgörs av bergsskogar.
Det är inte mycket känt om artens levnadssätt. Individer iakttas vanligen när de flyger över vattendrag, lundar eller högre än trädkronorna. De bildar vid viloplatsen kolonier, ofta tillsammans med andra fladdermöss. Födan utgörs främst av små frukter, till exempel 1 cm stora fikon. Troligen vandrar de till områden där frukterna blir mogna. I Colombia iakttogs flest individer under fikonens skördetid. Det är inte helt utrett om honor parar sig hela året eller om de har särskilda parningstider.